# Vuurtoren van Saint Catherine
De vuurtoren van Saint Catherine (Saint Catherine's Lighthouse) staat op Saint Catherine's Point, het zuidelijkste punt van het eiland Wight, een graafschap voor de zuidkust van Engeland. Het dichtstbijzijnde centrum is Niton. De vuurtoren wordt gebruikt als navigatiemiddel door schepen die door het Het Kanaal varen en fungeert ook als herkenningspunt voor schippers die op weg zijn naar de Solent, de zeestraat tussen het eiland Wight en Engeland.
De toren was bemand tot 30 juli 1997. Na de automatisatie in datzelfde jaar werd het beheer van de installatie overgenomen door het Planning Centre van Trinity House in Harwich in het Engelse Essex. Trinity House is verantwoordelijk voor de navigatiemiddelen in Engeland, Wales, Gibraltar en de Kanaaleilanden.

## Kenmerken en uitrusting

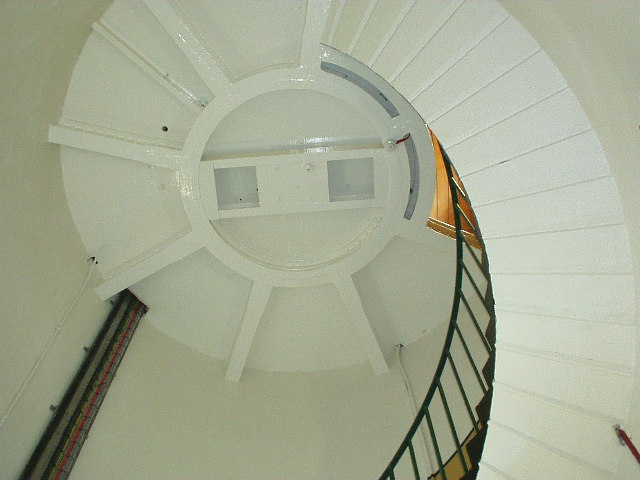
In de toren leiden 94 treden naar het lichthuis.

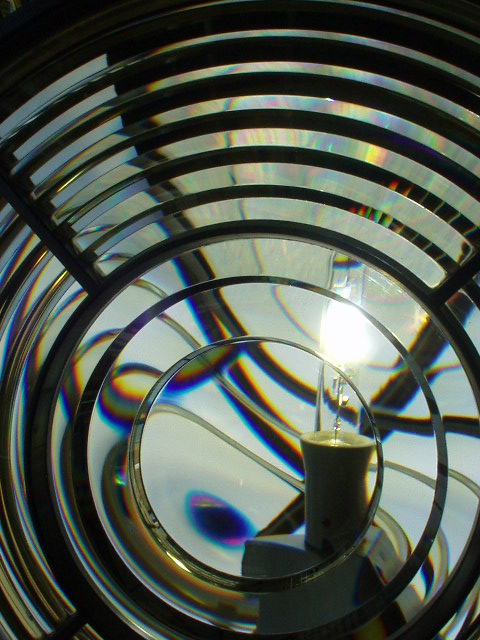
Een deel van de fresnellens in het lichthuis. De lens draait op een kwikbad rond een metaalhalidelamp. Het systeem genereert om de 5 seconden een schittering.

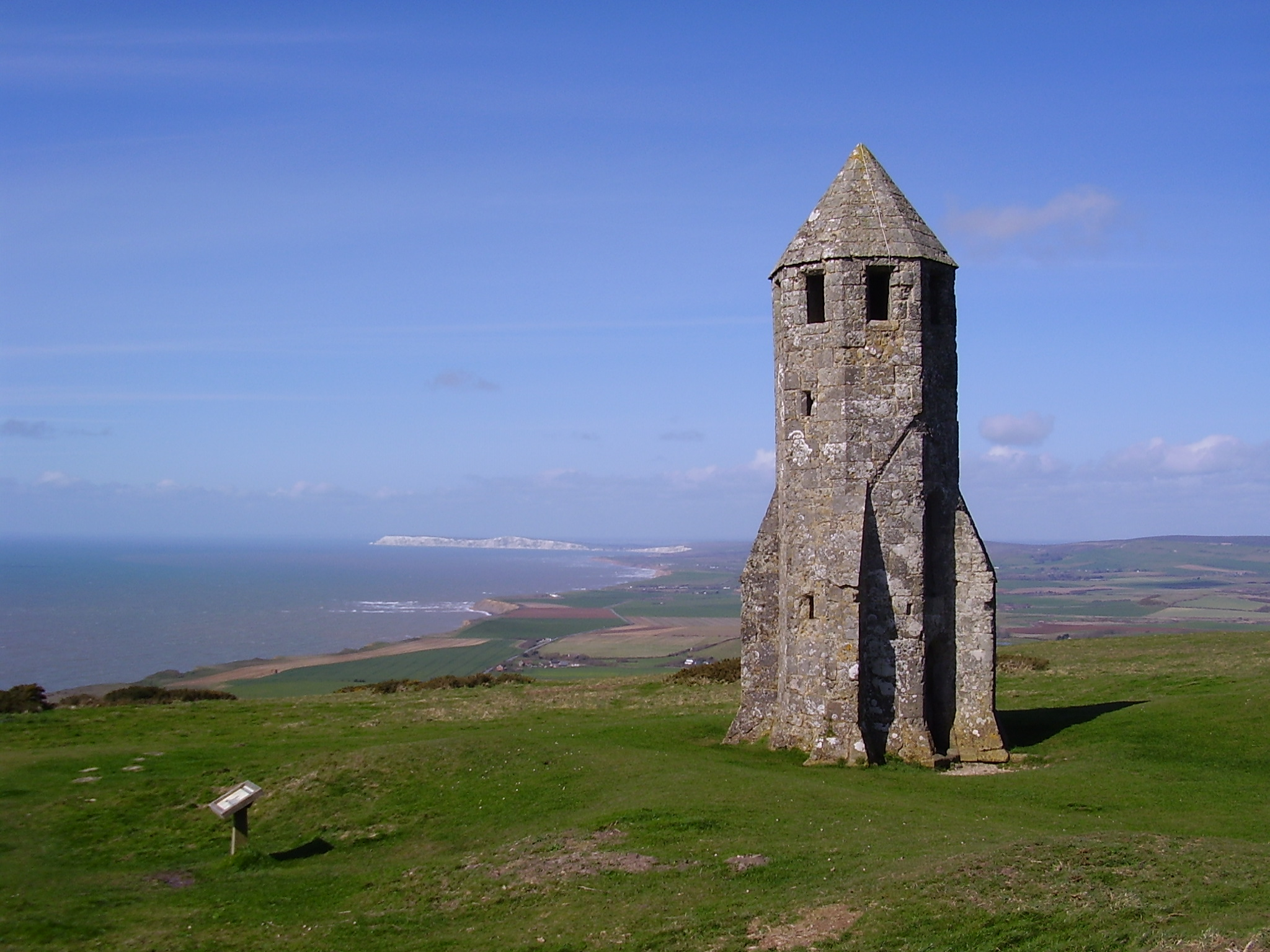
De toren van Saint Catherine's Oratory, vroeger in gebruik als vuurbaken.

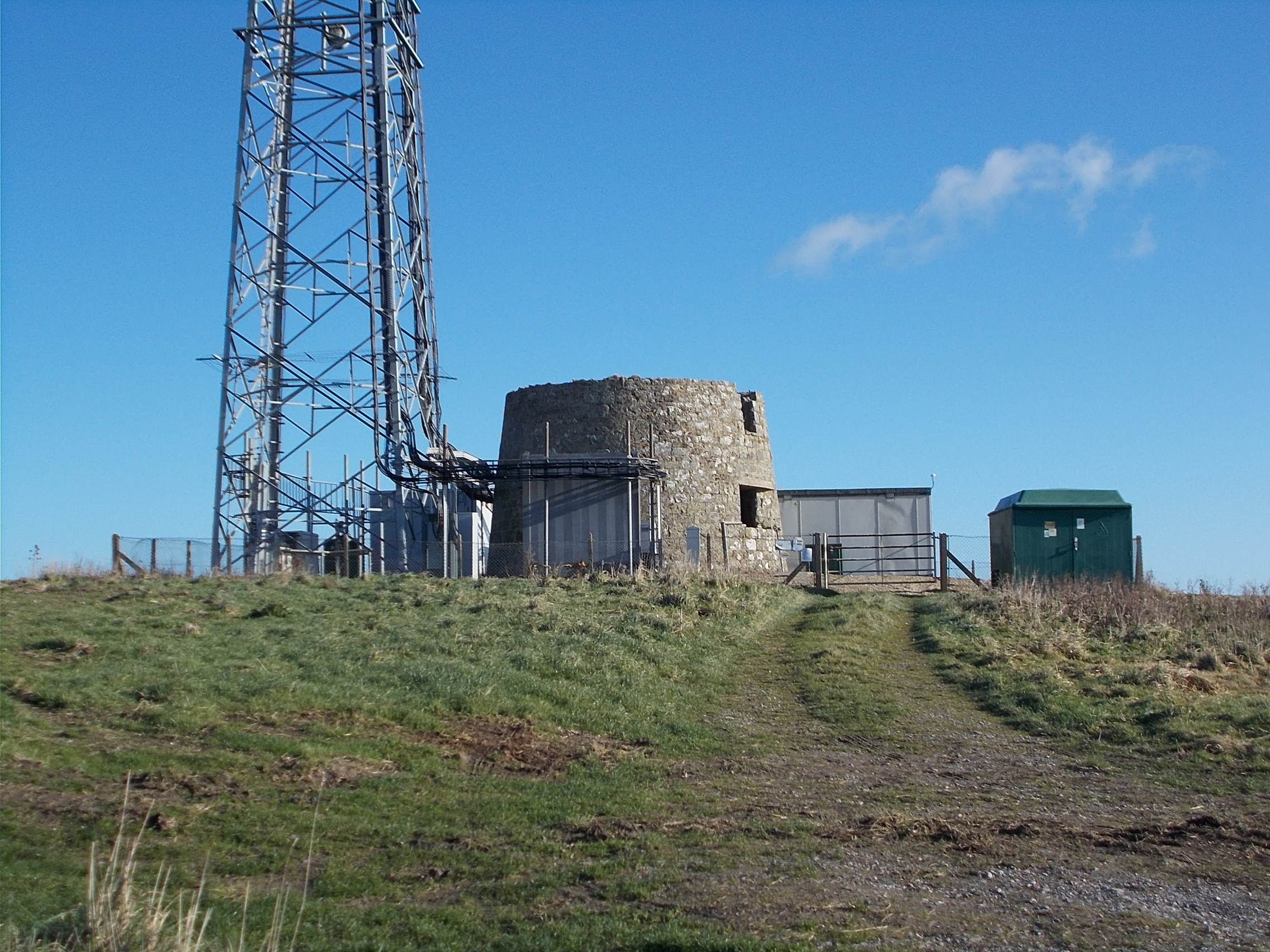
De onafgewerkte vuurtoren uit 1785, die zich nu op het domein van een radiostation bevindt.

De volledig witte toren werd opgetrokken uit hardsteen, is 27 m hoog en heeft een achthoekige vorm. Hij bestaat uit drie segmenten die telkens een kleinere doormeter hebben naar boven toe. De stenen galerij rond het lichthuis werd uitgevoerd met kantelen. In het lichthuis, dat bereikbaar is door een trap met 94 treden, bevindt zich een catadioptrisch systeem van de tweede orde. Deze fresnellens, die bestaat uit vier lenspanelen, draait op een kwikbad rond een metaalhalidelamp met een vermogen van 400 W. Door deze rotatie wordt er om de 5 seconden een schittering gegenereerd met een lichtsterkte van 821.000 candela. Deze schittering bevindt zich 41 m boven het zeeniveau en is zichtbaar tot op een afstand van 25 zeemijl (ongeveer 46 km). Om de gevaarlijke Atherfield Ledge aan te geven, een rotsmassa waarop een groot aantal schepen vergingen, werd in 1904 een vast rood sectorlicht geïnstalleerd dat zichtbaar is tot op 17 zeemijl (ongeveer 31,5 km). Deze lichtbron bevindt zich 7 m onder het hoofdlicht achter een torenvenster en straalt 35 m boven het zeeniveau.
Tegen de hoofdtoren werd een kleiner torentje aangebouwd waarop de apparatuur voor het mistsignaal werd gemonteerd. Twee verbrandingsmotoren dreven door middel van riemen compressoren aan die perslucht aanmaakten voor de misthoorns. Het mistsignaal bestond uit twee snel opeenvolgende tonen met daartussen een stilte van een minuut. Het werd in 1987 buiten dienst gesteld. De combinatie van de grote en kleine toren wordt door de lokale bevolking de Koe en het Kalf (the Cow and the Calf) genoemd.
Tot 1997 werden door het in de toren aanwezige personeel om het uur meteorologische rapporten doorgestuurd waarin, naast waarden zoals temperatuur, vochtigheid en windsnelheid, ook gegevens zoals waargenomen wolkenformaties en de hoogte van de wolkenbasis werden doorgegeven. Een automatisch weerstation nam deze functie over na het terugroepen van de bemanning.

## Geschiedenis

### Saint Catherine's Oratory
De verre voorloper van de huidige vuurtoren werd in 1313 opgericht door Walter de Goditon (ook geschreven als de Godyton of de Godeton), een plaatselijke landeigenaar. Hij deed dit als boetedoening in opdracht van de kerk omdat hij wijn vervreemd had uit het schip Blessed Mary, dat als thuisbasis Bayonne had en op 22 april 1313 aan de grond gelopen was op de Atherfield Ledge. Het schip was vertrokken vanuit Tonnay en had 174 vaten witte wijn aan boord die bestemd waren voor het klooster van Lives in Picardië.  
De toren was afgewerkt in 1328, een jaar na het overlijden van de Goditon. Tegen het bouwwerk was oorspronkelijk en een gebedshuis met monnikenverblijf aangebouwd. Hier woonde een geestelijke die erediensten opdroeg voor zij de omgekomen waren op zee, bad voor een veilige vaart en het vuur in de toren onderhield.  De toren bleef in werking tot rond 1530. Daarna werd de financiering van het oratorium stopgezet als gevolg van de Reformatie. De gebedsruimte geraakte in verval en zou uiteindelijk volledig verdwijnen.
De toren zelf bleef bewaard en werd later verstevigd met vier steunberen. Trappen en vloeren zijn verdwenen. Alhoewel het bouwwerk aan de buitenzijde een achthoekige vorm heeft, vormen de binnenmuren de vier zijden van een vierkant. De toren heeft vier bouwlagen en bovenaan acht ramen waardoor het vuur zichtbaar was. Het piramidevormige stenen dak is aan de binnenzijde koepelvormig. Het monument wordt door de lokale bevolking de Peperbus (the Pepper Pot) genoemd.

### De tweede vuurtoren
Toen werd vastgesteld dat na het doven van het licht in de oratoriumtoren het aantal scheepsrampen opnieuw toenam, werd in 1785 begonnen met de bouw van een nieuwe vuurtoren. iets ten zuiden van het vroegere oratorium. Reeds tijdens de bouw bleek dat door de dichte mist die vaak over Saint Catherine's Point hing het bouwwerk van weinig of geen nut zou zijn en de werkzaamheden werden gestaakt. De onafgewerkte stomp die bewaard bleef en op het domein staat van een radiostation wordt door de lokale bewoners de Salt Shaker (het Zoutvat) of de Salt Cellar (de Zoutkelder) genoemd.

### De huidige vuurtoren
Op 11 oktober 1836 liep het zeilschip Clarendon op de rotsen. Deze scheepramp vormde de aanzet tot het bouwen van nieuwe vuurtoren waarvan het ontwerp werd toegewezen aan ingenieurs James Walker en Alfred Burges, die samen een firma hadden opgericht die zich specialiseerde in het bouwen van dokken en vuurtorens. In 1875 werd de toren ingekort omdat het lichthuis zich vaak in de mist bevond waardoor de zichtbaarheid van het licht sterk werd verminderd. Door het segment in het midden van de toren 7 m te verkleinen en het bovenste segment 6 m in te korten werd de lichthoogte met 13 m verlaagd.
In 1888 werd in het lichthuis een elektrisch licht geïnstalleerd. Daarmee was de vuurtoren een van de eerste ter wereld die geëlektrificeerd werd.
Het mistsignaal, dat in een afzonderlijk gebouw dicht bij de rand van de klippen was ondergebracht, kwam in 1932 in gevaar toen bleek dat het gebouw scheuren vertoonde als gevolg van de kusterosie. Tegen de zuidzijde van de vuurtoren werd een kleiner torentje gebouwd waar de signaalapparatuur een nieuwe plaats kreeg. Deze misthoorns werden in 1987 buiten werking gesteld.
Op 1 juni 1943, tijdens de Tweede Wereldoorlog, werd het dienstgebouw van de vuurtoren gebombardeerd en volledig vernield. De drie vuurtorenwachters die in het gebouw waren gaan schuilen kwamen om. Op het gelijkvloers in de toren werd een gedenkplaat aangebracht waarop dit feit herdacht werd. De optiek werd tijdens het bombardement licht beschadigd, maar is nog steeds in dienst.
De laatste wachter verliet de toren voorgoed op 30 juli 1997 toen de toren werd geautomatiseerd en het beheer vanop afstand werd overgenomen door het Planning Centre van Trinity House in Harwich.

## Geregistreerde monumenten en bezoekerscentrum
De toren van het oratorium werd op 22 november 1993 ingeschreven op de Statutory List of Buildings of Special Architectural or Historic Interest. De huidige vuurtoren werd op 18 januari 1967 aan deze lijst toegevoegd. Beide monumenten werden aangeduid als grade II listed building, wat betekent dat ze worden beschouwd als bouwwerken van bijzonder belang die in hun huidige toestand moeten bewaard blijven en daartoe ook moeten worden onderhouden.
De actieve toren is onder begeleiding voor het publiek toegankelijk. In een bezoekerscentrum wordt informatie gegeven over de werking van Trinity House, het doel van vuurtorens en het leven van de bemanningen. De voormalige wachtersverblijven worden verhuurd als vakantiewoningen.